# Tjassensverlaat
Het Tjassensverlaat was een keersluis (verlaat) in de Hunze of Oostermoerse Vaart nabij de buurtschap De Hilte in Drenthe.
Het Tjassensverlaat werd rond het midden van de 17e eeuw aangelegd door verveners die de Hunze of Oostermoerse Vaart gebruikten voor de afvoer van turf uit de veengebieden tussen Gasselte en Gieten naar de stad Groningen. Door de aanleg van deze keersluis werd de ondiepe Hunze op dit punt bevaarbaar gehouden voor de turfschepen. In 1660 werd het verlaat gekocht door de Groninger kluftheer en hopman Albert Tjassens, die actief was als vervener in het gebied rond Gieterveen. Aan deze Groninger hopman dankt het verlaat zijn naam. Bij het verlaat stond een herberg. Voor het passeren van het verlaat moesten de schippers tol betalen. Op het eind van de 18e eeuw raakte de sluis in verval. De sluis werd niet meer gebruikt en verdween van de landkaarten.
Door de kanalisatie van de Hunze kwam de meander met de resten van de sluis midden in het land te liggen. Bij reconstructiewerkzaamheden - waarbij de oude meanders worden hersteld - in 2014 werden de restanten van de oude keersluis in de bodem teruggevonden.

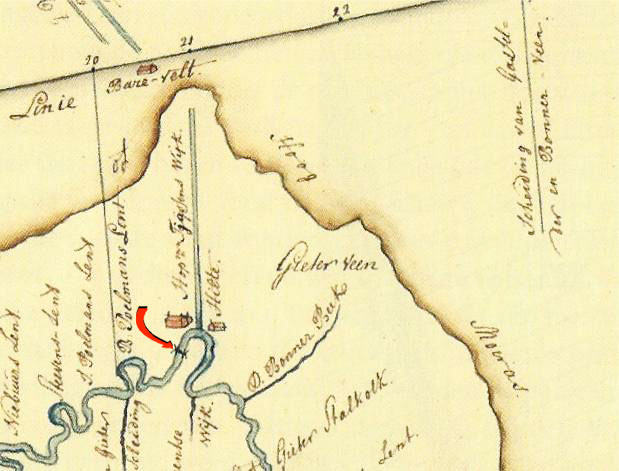
Kaart Hunze met sluis en Hopmans Tjassenswijk (omgeving de Hilte-Gieterveen omstreeks 1760)